# Vereenigde Nederlandsche Scheepvaart Maatschappij
Die Vereenigde Nederlandsche Scheepvaartmaatschappij (VNS) war eine von 1920 bis 1970 bestehende niederländische Reederei.

## Geschichte

### Von der Gründung bis zum Zweiten Weltkrieg
An das Ende des Ersten Weltkriegs schloss sich ein Zeitraum mit hohem Bedarf an Frachttonnage an. Gleichzeitig übten deutsche Reedereien mangels Schiffsraum kaum Konkurrenz für niederländische Reedereien aus. In dieser Phase des Aufschwungs entschlossen sich folgende niederländische Schifffahrtsbetriebe, ein neues Unternehmen zu gründen, um diese Lücke zu schließen.
- Stoomvaart Maatschappij „Nederland“ (SMN)
- Koninklijke Nederlandsche Stoomboot Maatschappij (KNSM)
- Java-China-Japan Lijn (JCJL)
- Koninklijke Paketvaart Maatschappij (KPM)
- Holland Amerika Lijn (HAL)
- Rotterdamsche Lloyd (RL)
- Stoomvaart Maatschappij „Triton“
- Stoomvaart Maatschappij „Rotterdam“
- Stoomvaart Maatschappij „De Maas“ (Van Ommeren)
- Van Nievelt, Goudriaan & Co.’s Stoomvaart Maatschappij (Nigoco)

Gemeinsam brachte man ein Startkapital von 200 Millionen Gulden auf und am 30. April 1920 wurde die N.V. Vereenigde Nederlandsche Scheepvaartmaatschappij (VNS) in ’s-Gravenhage gegründet. Die VNS übernahm die gemeinsam betriebene Holland-Britisch-Indië Lijn der Holland Amerika Lijn und Van Ommeren, die Holland-Australië Lijn des Rotterdamsche Lloyd, die Holland-Oost Azië Lijn der Stoomvaart Maatschappij „Nederland“ und die Holland-Oost Afrika Lijn der Koninklijke Nederlandsche Stoomboot Maatschappij. Kurz darauf fügte man auch den gemeinsamen Niederlande-Westafrika-Dienst der Reedereien Hollandsche Stoomboot Maatschappij und Koninklijke Hollandsche Lloyd hinzu.
Da Neubauten in den ersten Nachkriegsjahren noch zu teuer waren, gründeten VNS und KNSM die britische Tochtergesellschaft David Steamship Company Limited, die 17 als Reparationen an Großbritannien abgegebene deutsche Schiffe erwarb und diese 1921 mit Erlaubnis der britischen Regierung in die Niederlande weiterveräußerte. Nach dem Transfer der Schiffe unter die niederländische Flagge – vierzehn dieser Schiffe wurden an die VNS weitergegeben, drei an die KNSM – löste man die David Steamship Company wieder auf.

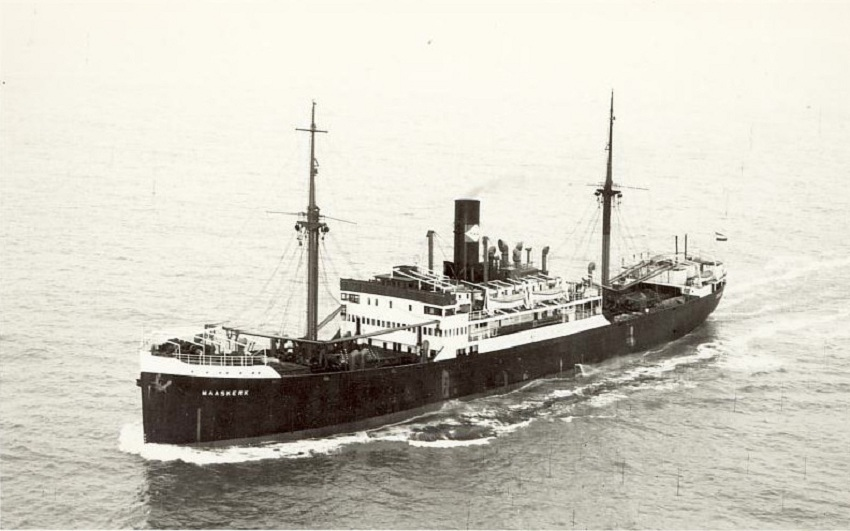
Die 1929 für die VNS gebaute Maaskerk

Im Jahr 1919 beteiligte sich die niederländische Regierung am Aufbau der N.V. Nederlandsche Zuid-Afrikaansche Stoomvaart Maatschappij (NZASM), um eine reguläre Schiffsverbindung nach Südafrika zu schaffen. Nach fünf Jahren subventioniertem Betrieb wurde dieser Holland-Südafrika-Dienst der NZASM ab 1924 mit der Holland-Ostasien Linie und dem Holland-Südafrika-Dienst der VNS zusammengelegt und als Holland-Afrika Lijn weitergeführt.
Danach betrieb die VNS folgende Linien:
- Holland-Afrika Lijn
- Holland-Australië Lijn
- Holland-West-Afrika Lijn

Als die NZASM 1932 aufgelöst wurde, übernahm die VNS deren Flotte. Im Laufe des Zweiten Weltkriegs verlor die VNS elf Schiffe.

### 1945 bis zur Fusion 1971

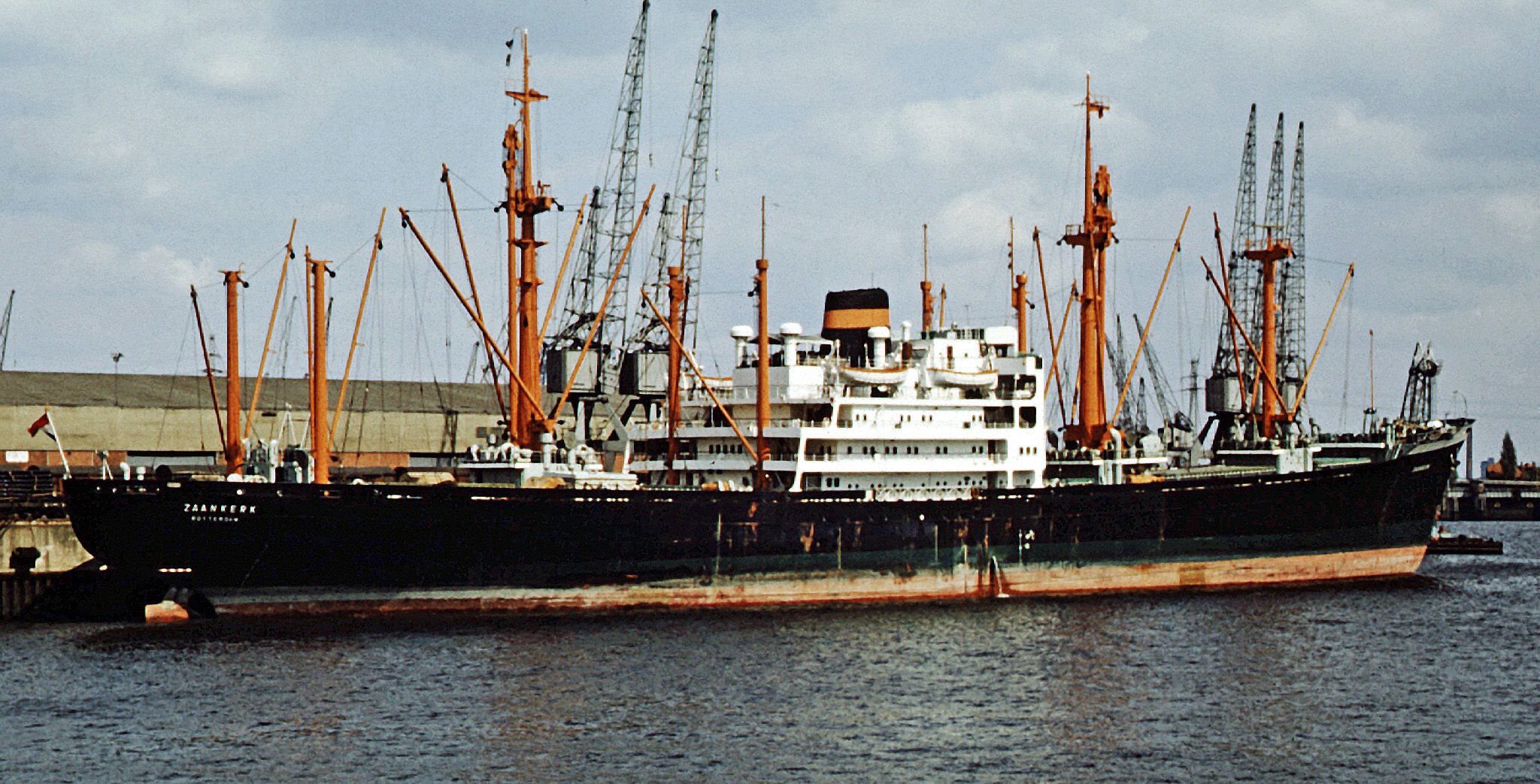
Die Zaankerk, 1957 in Hamburg gebaut

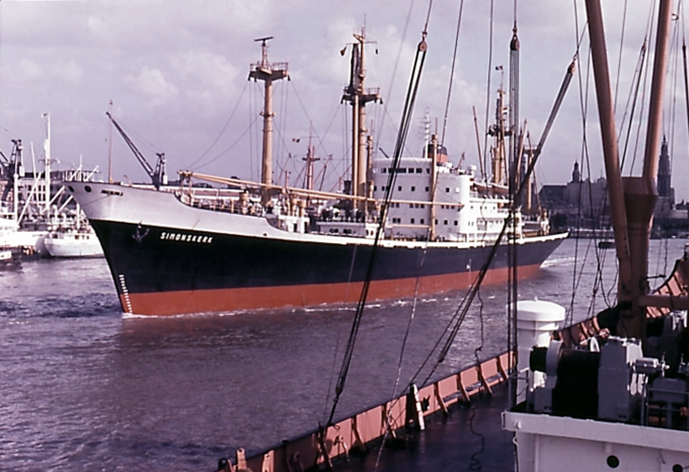
Die Simonskerk, ein VNS-Schiff der 1960er Jahre

Die ersten Nachkriegsjahre brachten ein großangelegtes Neubauprogramm, das die Kriegsverluste ausglich und die Flotte verjüngte. Dieses umfasste beispielsweise die Baureihen der Z-Klasse und S-Klasse. Die 1960er Jahre brachten zwei große Einschnitte. Zunächst reduzierte sich das Volumen der einst erfolgreichen Passagierdienste nach Afrika im Zuge dortigen Unabhängigkeitsbestrebungen, danach brach dieser durch die Konkurrenz des Luftverkehrs weiter zusammen, bis die Reederei die Flaggschiffe Oranjefontein und Jagersfontein 1967 schließlich durch Schnellfrachter ersetzte. Schon am 24. Oktober 1968 bestellte die VNS mit der Abel Tasman, ein Schwesterschiff der Sydney Express, das erste niederländische Containerschiff bei der Werft Van der Giessen-De Noord in Alblasserdam – abgeliefert wurde es aber erst nach der Fusion am 19. März 1971 an Koninklijke Nedlloyd.
Insgesamt stellte sich die heraufziehende Containerisierung als zu kapitalintensiv für die Reederei heraus, woraufhin sich das Unternehmen schließlich am 20. Januar 1970 mit den Reedereien Stoomvaart Maatschappij „Nederland“, Koninklijke Rotterdamsche Lloyd und Koninklijke Java-China-Paketvaart Lijnen zur Nederlandsche Scheepvaart Unie (NSU) zusammenschloss.